# Tomáš Zdechovský

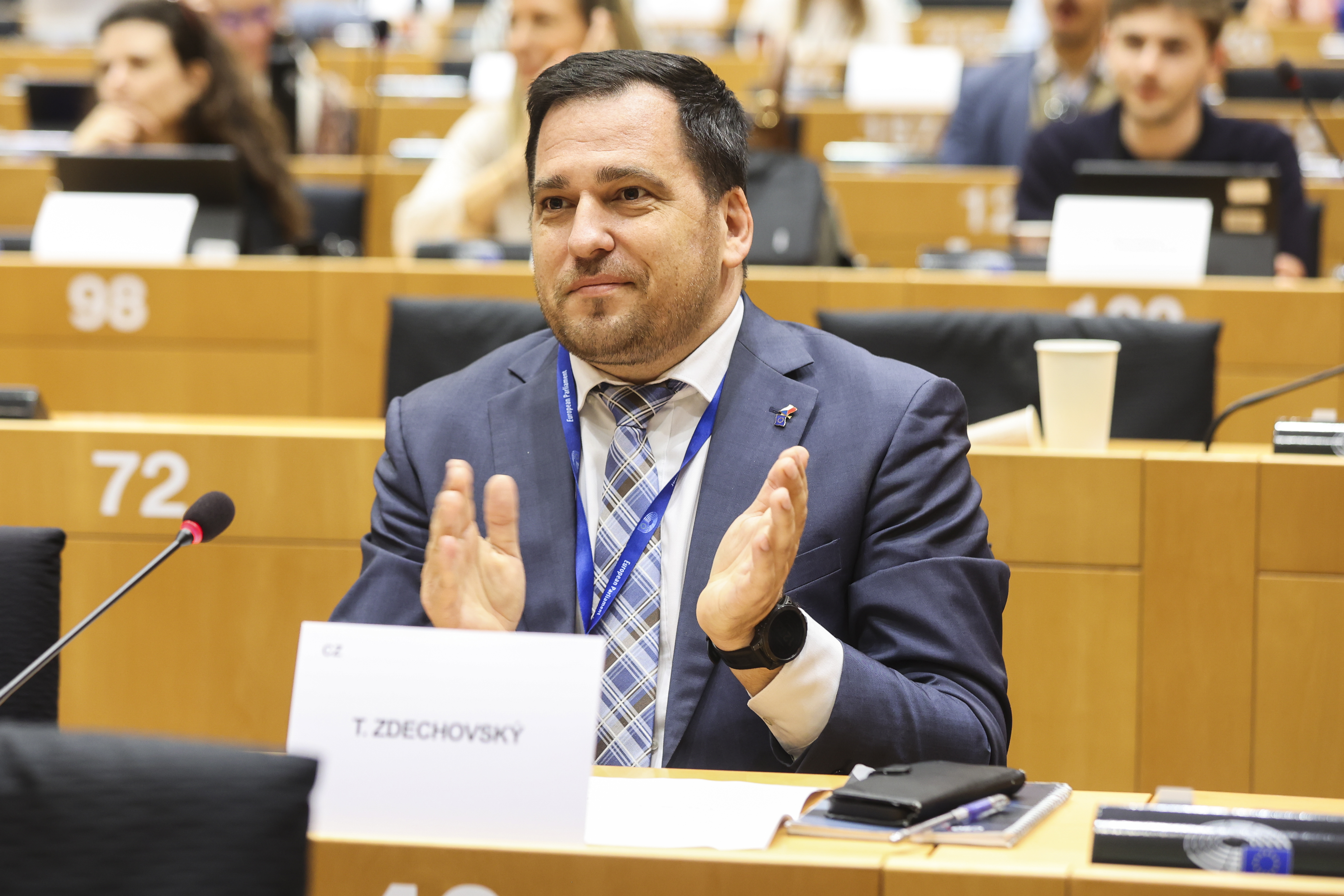
Tomáš Zdechovský (2024)

Tomáš Zdechovský (* 2. November 1979 in Havlíčkův Brod, Tschechoslowakei) ist ein tschechischer PR-Berater, Schriftsteller und Politiker der christlich-demokratischen Partei KDU-ČSL. Er ist seit 2014 Mitglied des Europäischen Parlaments.

## Biografie
Im Jahre 1998 absolvierte er das Gymnasium in Ledeč. Dann erreichte er zwei Master-Abschlüsse in den Studienfächern Pastoral Assistent und Lehrer der freien Zeit an der Theologischen Fakultät der Südböhmischen Universität in Budweis. Den dritten Magistertitel erwarb er 2008 an der Masaryk-Universität in Brünn, wo er Mediawissenschaft und Journalistik studierte. Außerdem erlangte er einen Bakkalaureatstitel in Fach der politischen Kommunikation an der Päpstlichen Universität der Salesianer in Rom.
2004 gründete er eine PR- und Kommunikationsagentur, die er leitete, bis er Mitglied des Europäischen Parlaments wurde. Seit 2006 lehrt er auch zusätzlich Krisenkommunikation, Krisenmanagement und Krisenkommunikation in der Politik an verschiedenen Universitäten.
Zdechovský ist Mitglied der KDU-ČSL und arbeitete von 2007 bis 2008 als Regionalmanager für die Partei in der Region Pardubice. 2009 kandidierte er zum ersten Mal für das Europäische Parlament. Er stand an der 14. Stelle der Kandidatenliste und wurde nicht gewählt. Bei den Wahlen 2014 wurde er für die KDU-ČSL auf dem dritten Listenplatz ins Europäische Parlament gewählt. 2019 wurde er wiedergewählt.
Während seiner zweiten europäischen Wahlkampagne konzentrierte er sich insbesondere auf die Verbesserung der Qualität der Lebensmittel in der Tschechischen Republik, kämpfen für eine Zeit (bei der Initiative „For Only One Time“) und auf die Frage der Einwanderung.
Tomáš Zdechovský ist ein großer Kritiker der Kinderschutzpolitik in Norwegen und verlangt ihre Änderung. Als Mitglied des Europäischen Parlaments engagiert er sich seit 2014 im Fall von Eva Michaláková, deren zwei Kinder von norwegischen Kinderschutzdienst abgennomen wurden.
Er äußerte sich über die Flüchtlingskrise. Im Juli 2015 hat er ein paar Flüchtlingslagern in Sizilien besucht. Er sagte, dass die meisten Menschen in dortigen Flüchtlingslagern tatsächlich Wirtschaftsmigranten waren. Daneben kritisierte er Griechenland für seine Vernachlässigung der Registrierung und Kontrolle der Flüchtlinge.
Er ist seit Januar 2020 einer der stellvertretenden Vorsitzenden der KDU-ČSL.

## Veröffentlichungen
- Ze zahrady mé milé, 2008
- Odpusť mým rtům, 2009
- Intimní doteky, 2010
- Kapka, 2016
- Nekonečné ticho, Roman, 2013, bebildert von Clare Klose[15]